# Guillermo Cotugno
Guillermo Cotugno, vollständiger Name Guillermo Gastón Cotugno Lima, (* 17. März 1995 in Montevideo) ist ein uruguayischer Fußballspieler.

## Karriere

### Verein
Der nach Angaben seines Vereins 1,76 Meter große Defensivakteur Cotugno stammt aus der Nachwuchsabteilung des Erstligisten Danubio FC. Dort wurde er in der Vorbereitung auf die Clausura 2014 von Trainer Leonardo Ramos in den Erstligakader hochgezogen. Sein Debüt in der Primera División feierte er am 15. Februar 2014 beim 2:1-Sieg gegen Liverpool, als er in der 85. Spielminute für Diego Martiñones eingewechselt wurde. Er absolvierte in der Spielzeit 2013/14 13 Spiele in der Primera División. Einen Treffer erzielte er nicht. Danubio wurde am Saisonende Uruguayischer Meister. In der Saison 2014/15 wurde er in zwölf Erstligaspielen (kein Tor), zwei Begegnungen der Copa Sudamericana 2014 (kein Tor) und einer Partie (kein Tor) der Copa Libertadores 2015 eingesetzt. Ende Februar 2015 wurde er an Rubin Kasan ausgeliehen. Dort absolvierte er 33 Erstligaspiele (kein Tor), sechs Begegnungen (kein Tor) in der Europa League und eine Pokalpartie (kein Tor). Im Juli 2015 wurde das bisherige Leihgeschäft in einen dauerhaften Transfer gewandelt. Anfang August 2016 verpflichtete ihn der Club Atlético Talleres auf Leihbasis, für den er acht Ligaspiele (kein Tor) bestritt.
Am 1. August 2017 unterschrieb Cotugno einen Zweijahresvertrag bei Real Oviedo. Am 20. Juli des folgenden Jahres kehrte er in sein Heimatland zurück, nachdem er sich mit Nacional Montevideo auf einen Vertrag geeinigt hatte. 2020 spielte er ein Jahr in Polen bei Śląsk Wrocław, bevor er wieder nach Uruguay zu Deportivo Maldonado zurückkehrte.

### Nationalmannschaft
Cotugno gehört mindestens seit März 2014 der uruguayische U-20-Auswahl an. Mit der von Fabián Coito trainierten Celeste bestritt er am 15. April 2014 das Länderspiel gegen Chile als Mitglied der Startelf. Zum Trainingslehrgang der U-20 Mitte Juli 2014 wurde er erneut eingeladen. Auch beim 1:1 gegen Peru am 6. August 2014 sowie beim 1:0-Sieg über denselben Gegner am 24. September 2014 lief er für die Celeste auf.
Er gehörte dem uruguayischen Aufgebot bei der U-20-Südamerikameisterschaft 2015 in Uruguay an.

### Erfolge
- Uruguayischer Meister: 2013/14